# Bansloi
Bansloi és un riu de l'Índia que neix a l'estat de Jharkhand, i corre en direcció a l'est cap als districtes de Birbhum i Murshidabad. Desaigua en el riu Bhagirathi-Hoogly (també conegut com a riu Hugli o Hoogly) a l'altre costat de la vila de Jangipur.